# El Cinco
El Cinco es un barrio ubicado en el municipio de San Juan en el estado libre asociado de Puerto Rico. En el Censo de 2010 tenía una población de 6.198 habitantes y una densidad poblacional de 1.775,27 personas por km².

## Geografía
El Cinco se encuentra ubicado en las coordenadas 18°23′29″N 66°3′45″O / 18.39139, -66.06250. Según la Oficina del Censo de los Estados Unidos, El Cinco tiene una superficie total de 3.49 km², de la cual 3.48 km² corresponden a tierra firme y (0.45%) 0.02 km² es agua.

## Transporte público
La sección elevada del Tren Urbano con la estación Cupey se encuentra en la carretera PR-1 esquina  carretera PR-176.

## Demografía
Según el censo de 2010, había 6.198 personas residiendo en El Cinco. La densidad de población era de 1.775,27 hab./km². De los 6.198 habitantes, El Cinco estaba compuesto por el 80.67% blancos, el 8.41% eran afroamericanos, el 0.39% eran amerindios, el 0.21% eran asiáticos, el 7.21% eran de otras razas y el 3.11% pertenecían a dos o más razas. Del total de la población el 98.43% eran hispanos o latinos de cualquier raza.